# Салтыков, Пётр Михайлович
Пётр Миха́йлович Салтыко́в (умер в 1690) — сын боярина Михаила Михайловича Салтыкова, кравчий (1639—40), боярин (с 1657), троюродный брат царя Алексея Михайловича.
В правление своего родственника пользовался его доверием и возглавлял многие приказы:
- Денежного сбора;
- Судного Владимирского (1659—1661);
- Владимирской и Галицкой четвертей;
- Малороссийского (1662—1667);
- Большой казны (1670—1673).

Был главой следственной комиссии по делу патриарха Никона, присутствовал при окончательном приговоре суда над ним. Воевода в Тобольске (1673—1677), Астрахани (1677—1678) и Смоленске (1681).
15 мая 1682 года стрельцы во время бунта убили его сына стольника Федора Петровича, которого приняли за Афанасия Нарышкина. Разобравшись, они отвезли тело убитого к отцу с извинениями. Старик отвечал: «Божья воля!», — и велел угостить убийц вином и пивом.
Жена Елена Васильевна (умерла 5 августа 1686). Умер Салтыков в июле 1690 года. Среди наследников его имения — сын Алексей, внуки Василий и Михаил.